# 李俊濠
李 俊濠（リー・ジュンハオ、1997年7月14日 - ）は、中華人民共和国の俳優。湖南省長沙市出身。TFエンターテインメント所属。

## 略歴
上海外国語大学出身。2017年、映画『What a Day!（原題：有完沒完）』に出演しデビュー。同年、青春ドラマ『我們的少年時代』に出演。

## 出演

### 配信番組
- 青春有你3（2021年2月18日 - 5月1日、中国・iQIYI）

### ドラマ
- 我們的少年時代（2017年7月9日 - 7月31日、湖南テレビ） - 陸通 役[1]
- テニスの王子様〜奮闘せよ、少年!〜（2019年7月22日 - 9月3日、湖南テレビ） - 阿穆 役[2]
- 熱血同行（2020年1月20日 - 、YOUKU） - 司三 役[3]

### 映画
- What a Day！ 有完沒完（2017年4月1日公開） - 小邵 役[4]